# Media Foundation
Microsoft Media Foundation (MF) is een COM-gebaseerd multimedia raamwerk voor digitale media in Windows Vista en Windows 7. Het is de vervanging van DirectShow, Windows Media SDK, DirectX Media Objects (DMOs) en alle andere oude multimedia APIs zoals Audio Compression Manager (ACM) en Video for Windows (VfW). De bestaande DirectShow technologie is bedoeld om stap voor stap vervangen te worden door Media Foundation, beginnend met een aantal nieuwe functies. Voor een bepaalde tijd zullen zowel DirectShow als Media Foundation bestaan. Media Foundation zal niet beschikbaar komen voor eerdere Windowsversies, waaronder Windows XP.